# Зеленин, Леонид Владимирович
Леонид Владимирович Зеленин (28 мая (9 июня) 1892 — не раньше 1920 года) — русский офицер, военный летчик Русской императорской и Добровольческой армий.

## Биография
Родился 28 мая (9 июня) 1892 года в Санкт-Петербургской губернии в дворянской семье. Православный.
В 1909 году окончил 1-й кадетский корпус. 28 мая (9 июня) 1892 года произведён в подпоручики.
В 1912 году окончил Михайловское артиллерийское училище и 6 (19) августа 1912 года был направлен в 37-ю артиллерийскую бригаду. 31 августа (13 сентября) 1914 года произведен в чин поручика. 3 (16) ноября 1914 года был переведён в 1-й дивизион 55-й артиллерийской бригады.
В 1916 году окончил Военную школу лётчиков-наблюдателей и с 26 марта (8 апреля) по 13 (26) декабря нёс службу в 1-м корпусном авиационном отряде до 13 (26) сентября 1916 года в качестве наблюдателя, а после — в качестве военного летчика. При этом 22 октября (4 ноября) 1916 года был произведён в Штабс-капитаны.
С 13 (26) декабря 1916 года по 27 сентября (10 октября) 1917 года исполнял должность заведующего практическими занятиями в Военной школе летчиков-наблюдателей. В конце апреля 1917 года при проведении срочной съемки расположения противника, в исключительно тяжелых атмосферных условиях проник в район расположения неприятеля и, вступая в бой с неприятельскими истребителями, успешно выполнил задачу по съёмке первой линии неприятельских позиций, за что был награждён георгиевским оружием.
27 сентября (10 октября) 1917 года был назначен капитаном Выборгского крепостного артиллерийского полка.
Вступил в Добровольческую армию. C 1 марта 1919 года нёс службу при Авиационном парке, а с 19 апреля того же года в качестве рядового 2-го взвода Строевой авиационной роты.
7 мая принимал участие в боях с частями 10-й красной армии, а также во взятии переправы через Маныч. 6 июня был прикомандирован к 1-му авиационному парку ВСЮР и назначен исполняющим должность помощника начальника Авиационно-моторных курсов по строевой и учебной части. В дальнейшем был переведён в постоянный состав Военной авиационной школы ВСЮР.
По состоянию на март 1920 года числился лётчиком-наблюдателем 1-го Кубанского казачьего авиационного дивизиона, а с 28 марта — в резерве летчиков. С 30 июня того же года служил заведующим аэродромом Военной авиационной школы, а 1 июля исполнял обязанности начальника Военной авиационной школы.
2 августа 1920 года Зеленин был назначен в комиссию для испытаний знаний офицеров группы мотористов при 1-м авиационном парке.
При эвакуации частей белой армии остался в Крыму и попал в плен к красным.

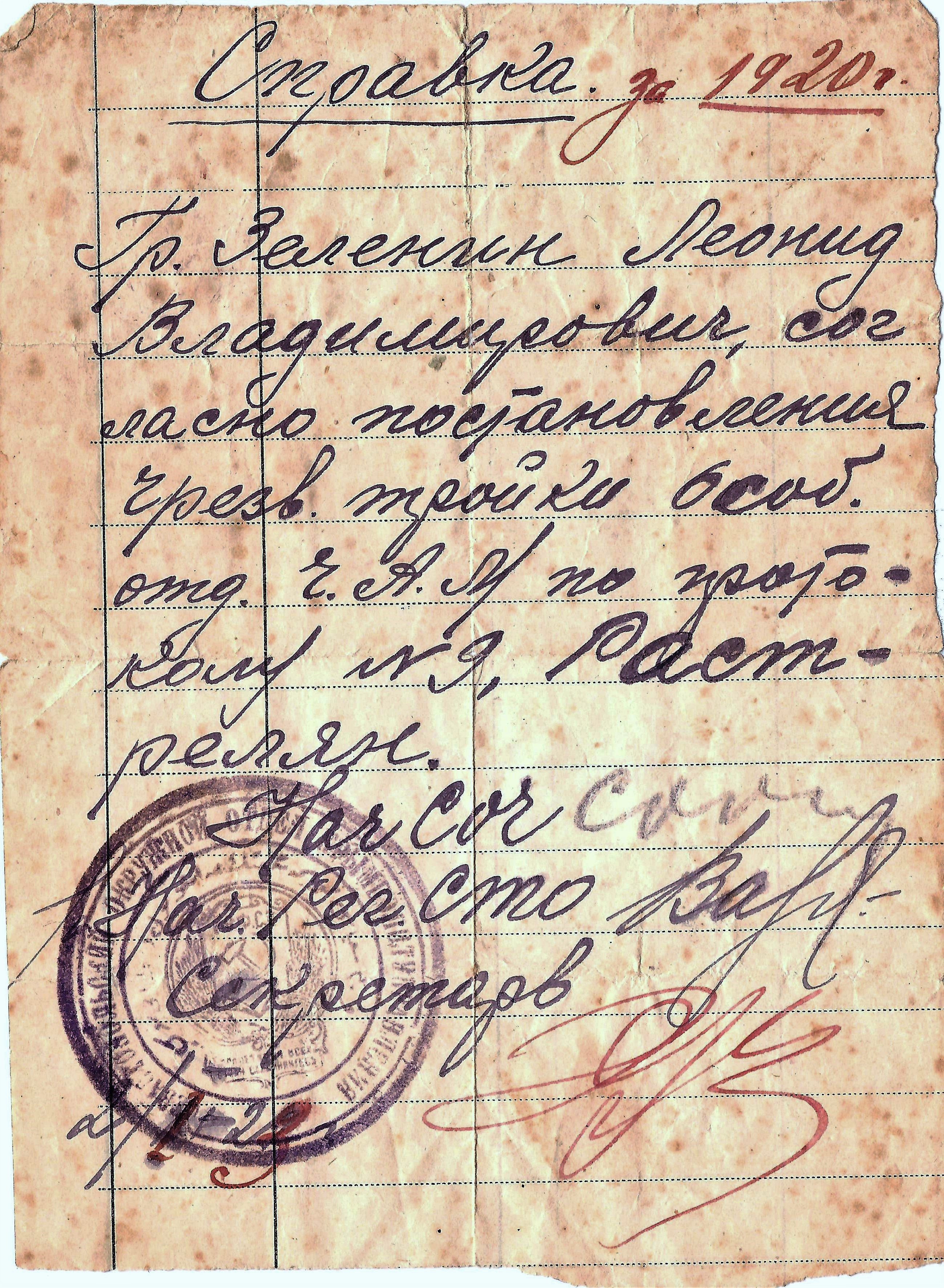
Справка о расстреле Леонида Зеленина

Согласно постановлению тройки особого отдела Е. А.М по протоколу № 9 расстрелян. Справка дана Севастопольским окружным отделом, первоначальная дата 02.01.22, потом исправлено на 02.01.23, вверху подписано, что справка дана за 1920 год.

## Семья
.

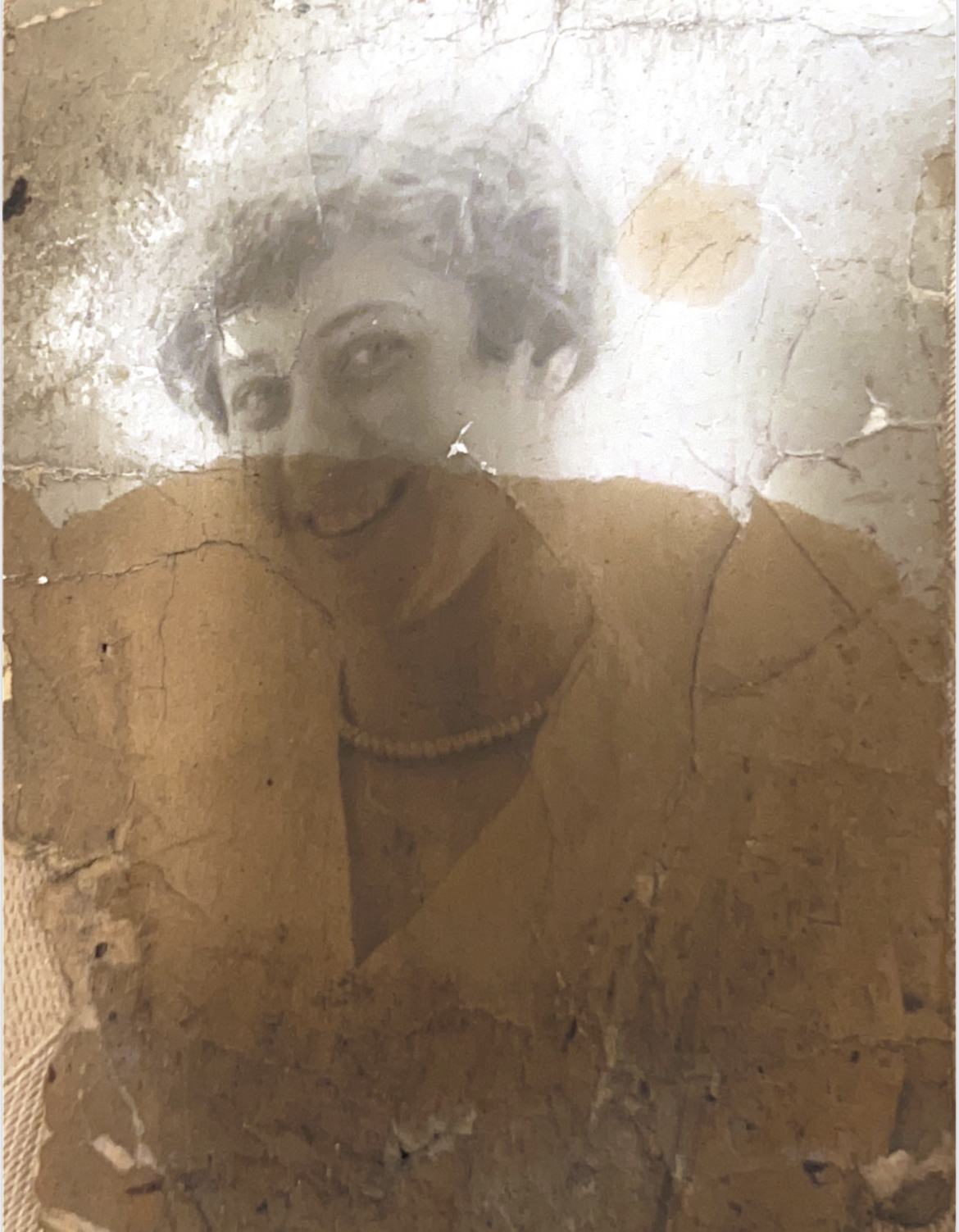
Евгения Зеленина

Жена — Зеленина Евгения Павловна, сын — Зеленин Георгий Леонидович (1920—1987) — участник ВОВ, внучка Коричкина Елена Георгиевна.

## Награды
- Орден Св. Станислава 3-й степени с мечами и бриллиантами (8 (21) сентября 1915 года).
- Орден Св. Анны 3-й степени с мечами и бриллиантами (21 апреля (4 мая) 1916 года).
- Орден Св. Анны 4-й степени (22 декабря 1916 (4 января 1917) года).
- Орден Св. Станислава 2-й степени с мечами (4 (17) марта 1917 года).
- Орден Св. Владимира 4-й степени с мечами и бриллиантами (17 (30) марта 1917 года).
- Орден Св. Анны 2-й степени (27 мая (9 июня) 1917 года).
- Георгиевское оружие «за то, что 28-го, 29-го и 30-го апреля 1917 г., вызвавшись добровольно произвести срочную съемку расположения противника, проникнув при исключительных тяжелых атмосферных условиях в район неприятельского расположения и вступая в бой с неприятельскими истребителями, с явною опасностью для жизни успешно выполнил задачу сфотографировать 50 верст первой линии позиции противника, чем оказал неоценимую услугу для подготовки нашего наступления» (5 (18) сентября 1917 года).